# 51e bataillon de chasseurs alpins
Pour les articles homonymes, voir 51e bataillon.
Le 51e bataillon de chasseurs alpins (51e BCA) est une unité militaire dissoute des troupes de montagne françaises (chasseurs alpins) qui participa à la Première Guerre mondiale.

## Création et différentes dénominations
- 1914 : création du 51e bataillon alpin de chasseurs à pied (51e BACP),
- 1916 : devient le 51e bataillon de chasseurs alpins (51e BCA),
- 1919 : dissolution du bataillon.

## Historique des garnisons, campagnes et batailles

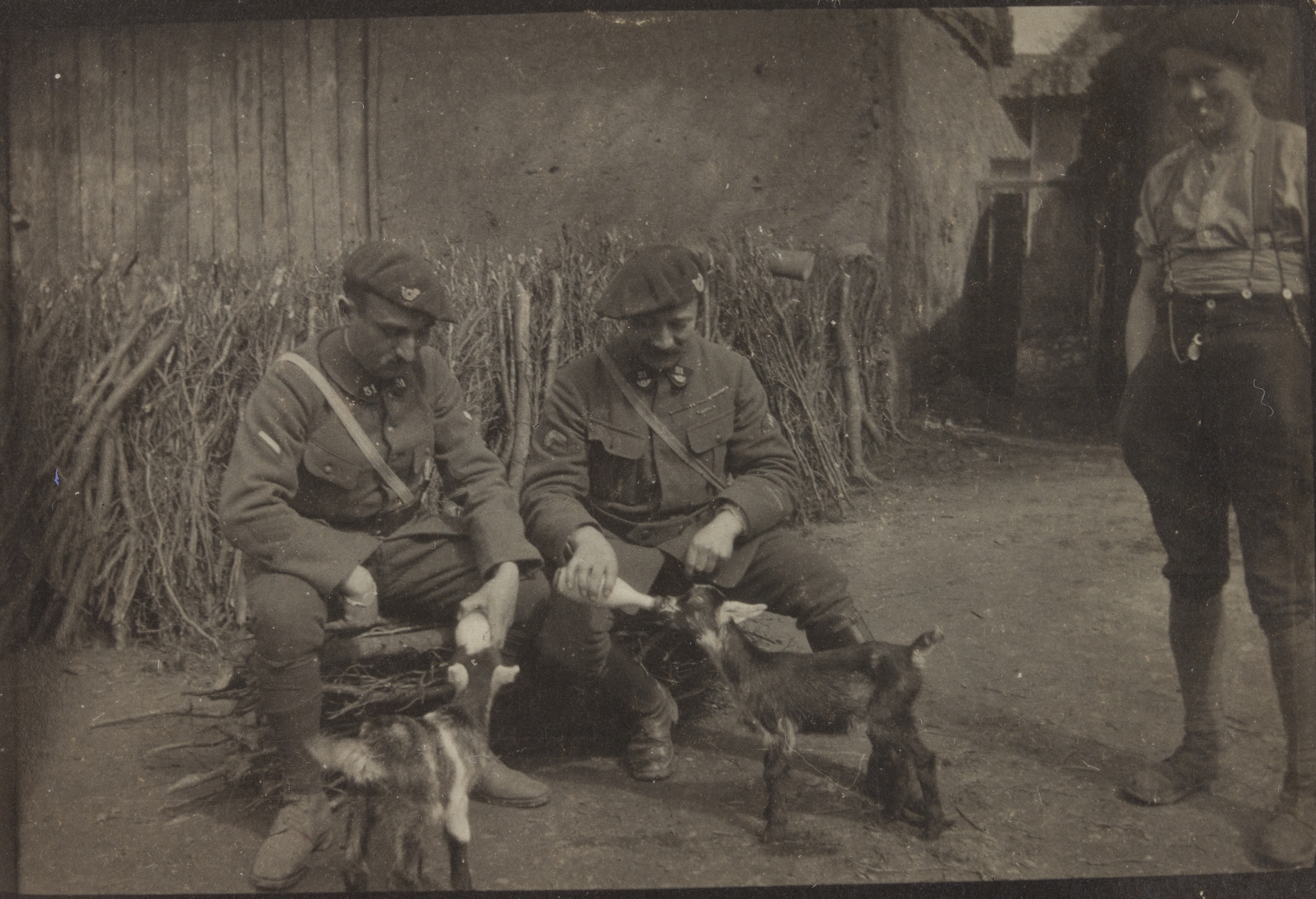
Chasseurs alpins du avec leurs chevreaux mascottes, vers 1916.

Mobilisé à Annecy, c'est le bataillon de réserve du 11e BCA (son numéro d'ordre est obtenu en ajoutant 40 au numéro de son bataillon d'origine).

### Rattachements successifs
Le 51e BCA est mobilisé à Annecy au sein de la 148e brigade de la 74e division d'infanterie.

### 1914
Bataillon créé début août 1914. Départ d’Annecy le 7 août pour des manœuvres préparatoires à Aime et Mâcot en Tarentaise. Embarquement de la gare d’Aime le 22 août pour Épinal puis St Dié (25 août). Engagé sur les hauteurs de St-Dié (hameau de Dijon) les 26 et 27 août, ses pertes sont importantes.)

### 1915
De février  à juillet il participe à la bataille du Reichsackerkopf.

### 1917
En novembre et décembre 1917, le 51e bataillon de Chasseurs alpins participe à la bataille du Monte Tomba, en dessus de la Piave, sous le commandement du lieutenant colonel Quinat

### 1919

Photographies du bataillon à Noisiel début 1919.
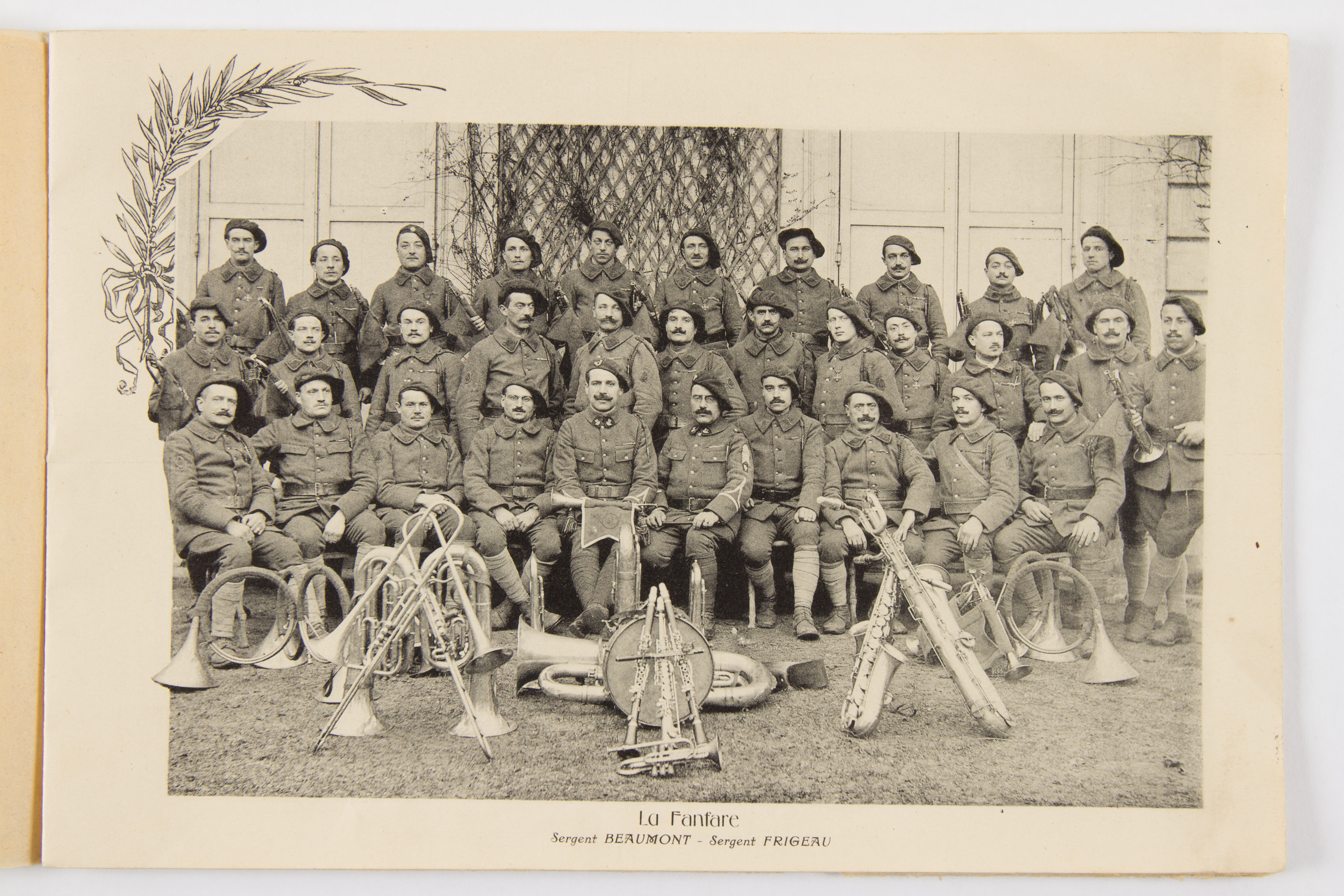
La fanfare.
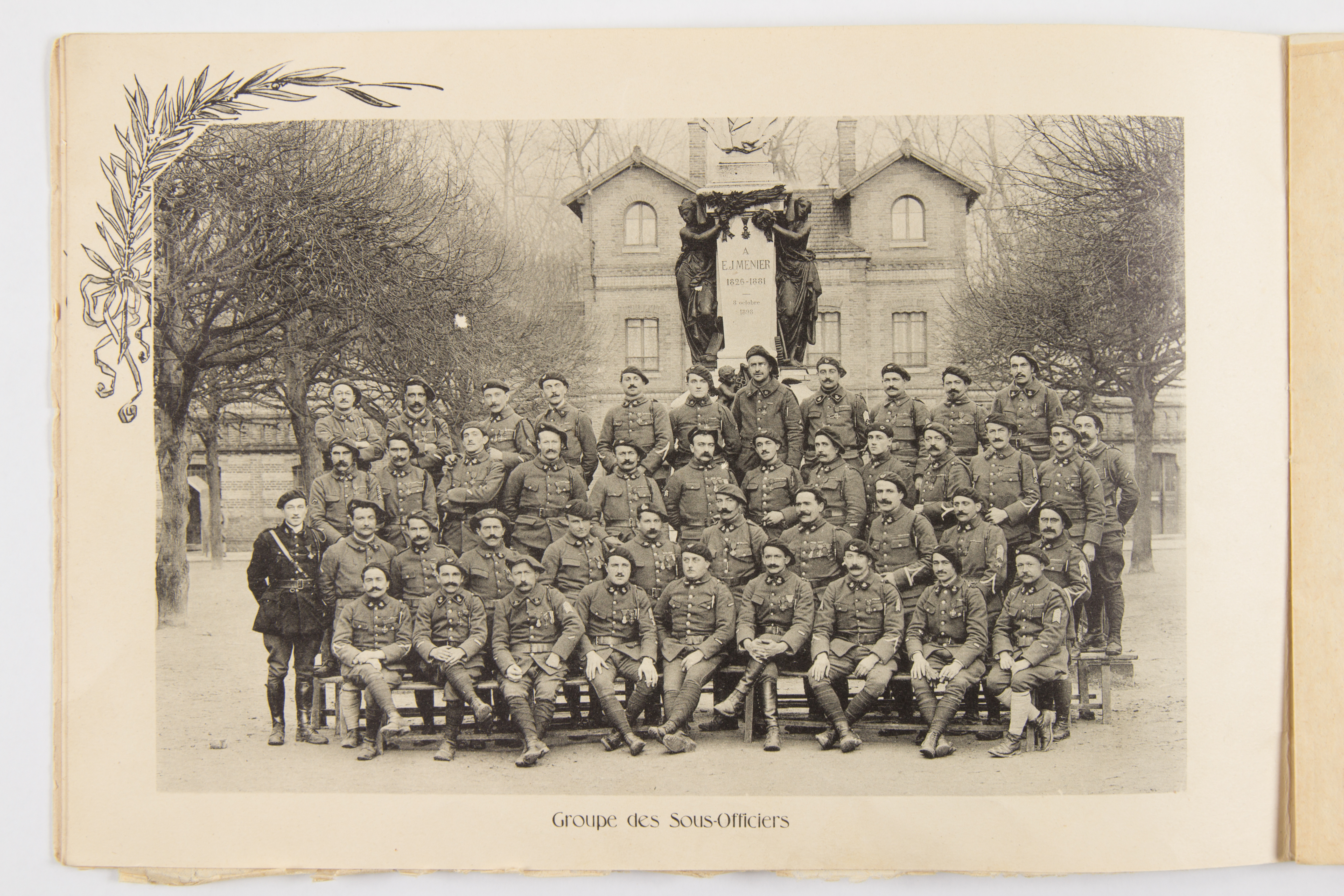
Les sous-officiers.
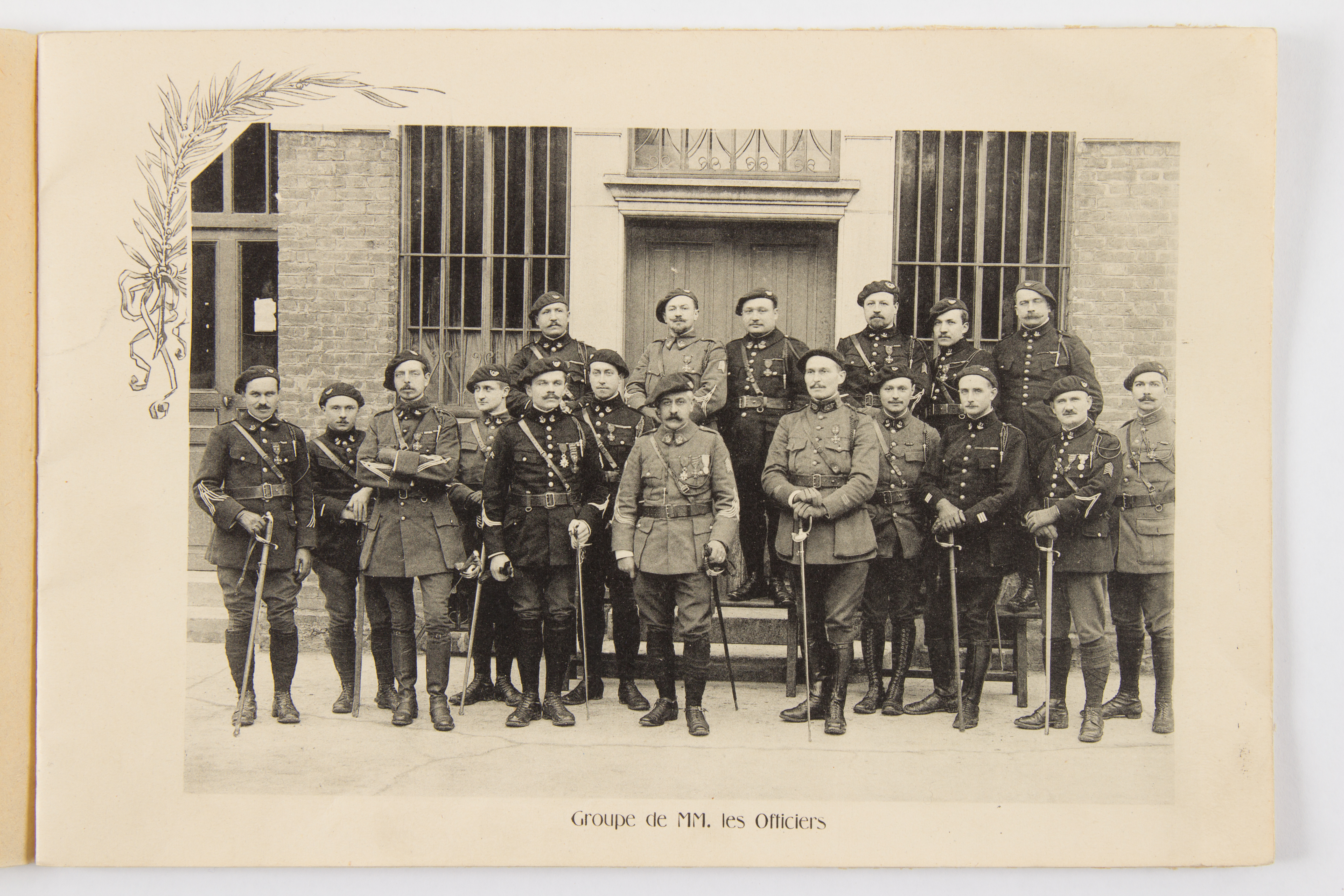
Les officiers.

## Traditions

### Insigne
Il n'existe pas d'insigne pour le 51e BCA.

### Drapeau

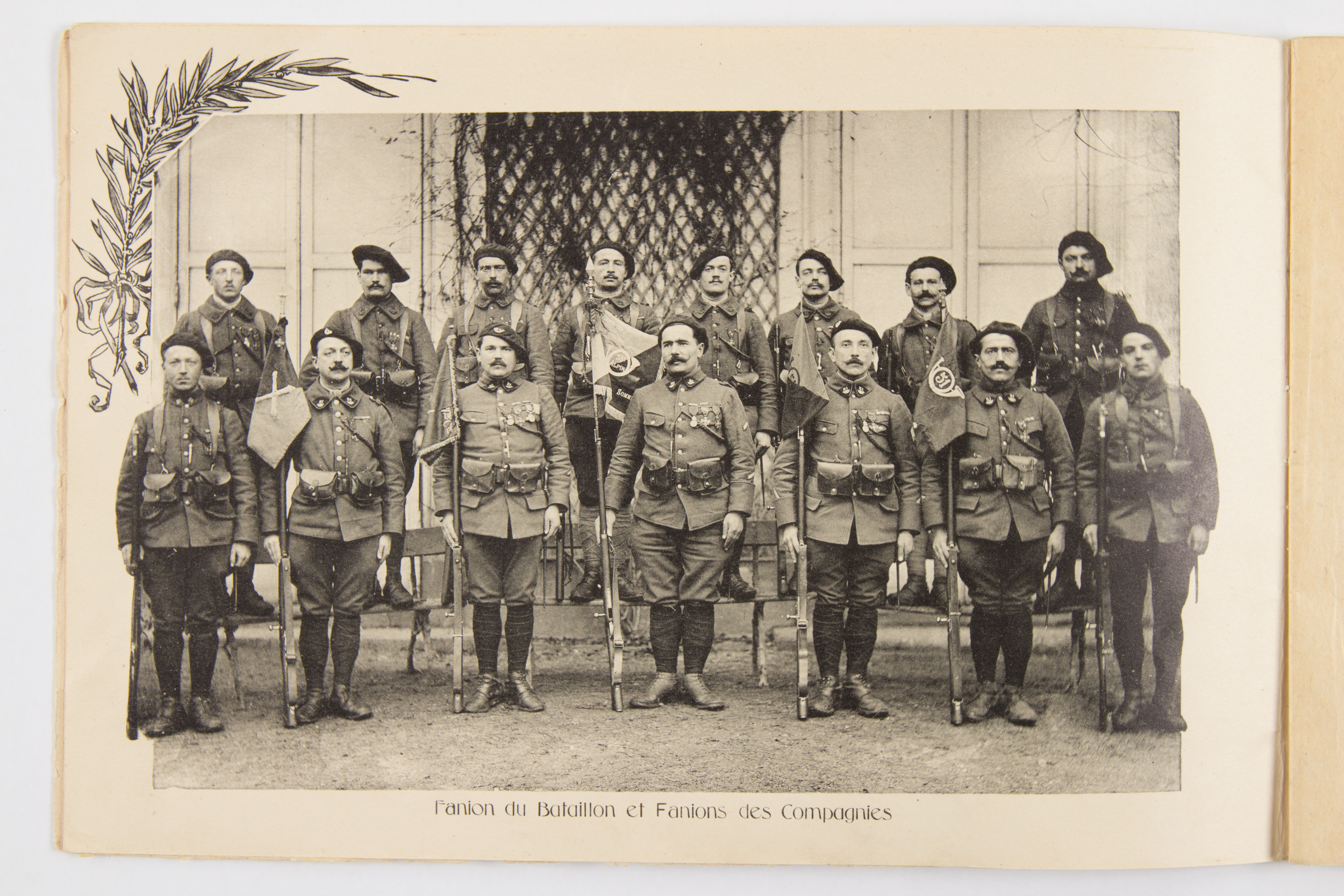
Le fanion du bataillon et les fanions des compagnies, photographiés début 1919.

Comme tous les autres bataillons et groupes de chasseurs, le 51e BCA ne dispose pas d'un drapeau propre. (Voir le drapeau des chasseurs).
Le bataillon reçoit cependant un fanion.

### Décorations
Le 51e BCA reçoit la fourragère aux couleurs du ruban de la Croix de Guerre le 28 septembre 1918.

## Chefs de corps
- 2 août 1914 - 1er septembre 1914 : capitaine Dechamps

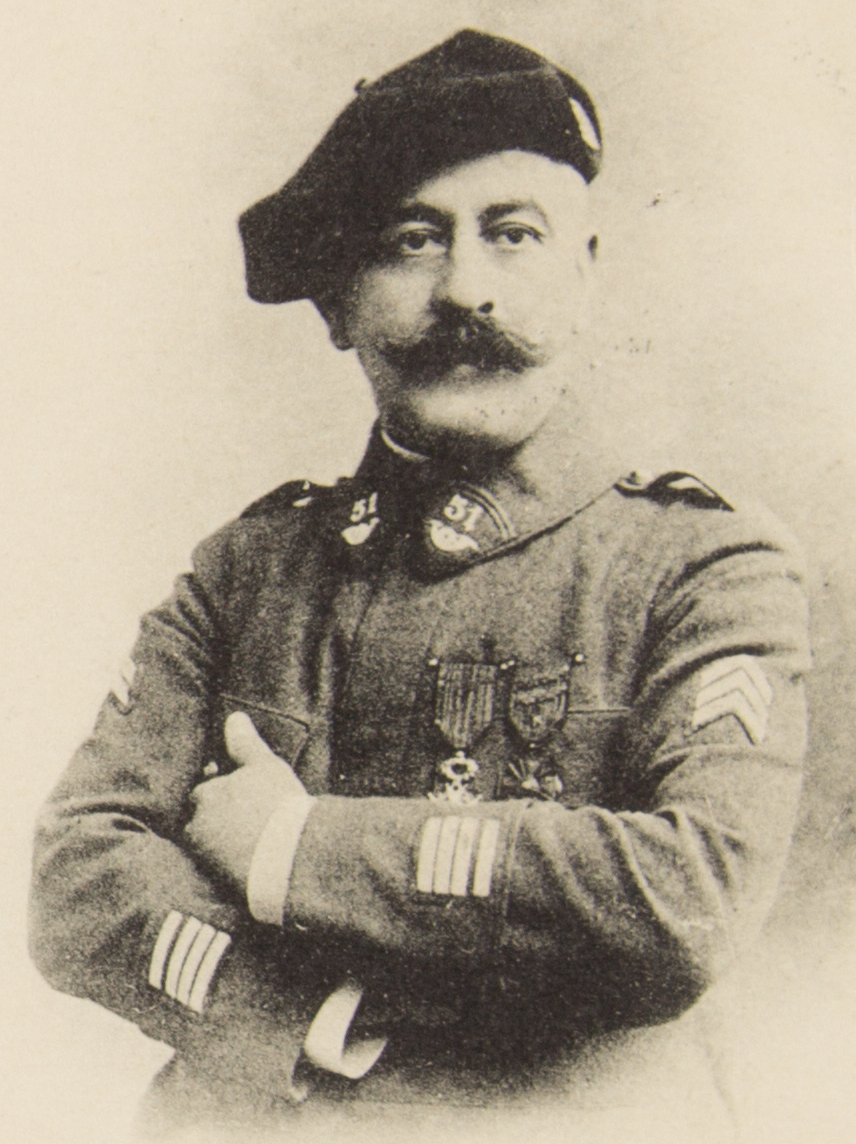
Le chef de bataillon Fabry-Farègues, en 1919.

- 24 octobre 1914 - 14 novembre 1914 : capitaine Dingeon (tué le 14/11)
- 15 novembre 1914 - 23 juillet 1915 : capitaine puis commandant de La Gréverie
- 23 juillet 1915 - 31 décembre 1915 : capitaine Le Moing (tué le 31/12)
- 1er janvier 1916 - 14 janvier 1916 : capitaine Maget (intérim)
- 14 janvier 1916 - 20 mai 1916 : capitaine puis chef de bataillon Thierry
- 20 mai 1916 - 3 juin 1916 : capitaine Cherel
- 3 juin 1916 - 29 mars 1919 : capitaine puis chef de bataillon de Fabry-Fabrègues

## Sources et bibliographie
- « Bataillons de chasseurs  durant la grande guerre », sur chtimiste.com
- Journaux des marches et des opérations du 51e BCA sur la base d'archives Mémoire des hommes :
  - JMO 2 août 1914-9 juillet 1916 (26 N 829/1) (lire en ligne).
  - JMO 9 juillet 1916-3 décembre 1918 (26 N 829/2) (lire en ligne).
  - JMO 4 décembre 1918-31 mars 1919 (26 N 829/3) (lire en ligne).
- 51me bataillon de chasseurs alpins : historique du bataillon, morts au champ d'honneur, décorations et citations, Annecy, Impr. de J. Abry, 1920, 63 p., lire en ligne sur Gallica.